# Inotropie
Der Begriff Inotropie (auch: Inotropismus, Adjektiv: inotrop; von altgriechisch ἴς is (feminin), Genitiv ἰνός inós = Sehne, Faser, Muskel, Kraft, Stärke; und τρέπω trépō = ich drehe, wende, ändere; bzw. τροπή tropḗ = Wendung, Veränderung) bezeichnet in der Medizin die Einflussnahme auf die Kontraktionsfähigkeit der Herzmuskulatur. In diesen Zusammenhang beschreibt Inotropie die Herzkraft (Schlagkraft, myokardiale Kontraktilität, Kontraktionskraft, Verkürzungsgeschwindigkeit, Verkürzungsfraktion (englisch: fractional shortening)). Die Inotropie bildet den funktionellen Gegensatz zur Lusitropie.

## Definitionen
Die Inotropie ist
- die kardiale Kontraktilität,[8][9]
- die Einwirkung auf die Herzmuskelschlagstärke,[10]
- "die Kontraktionsfähigkeit des Herzmuskels, bezogen auf die vergleichbare Vorbelastung (Preload) während der Ruhe vor der Zuckung",[11][12]
- die Beeinflussung von Kraft oder Geschwindigkeit der muskulären Kontraktilität[13] oder
- die "Beeinflussung der Kontraktionsfähigkeit von Muskeln."[14][15][16]

## Physiologie
Die Herzkraft ist das Produkt aus der Blutmasse m (=Gewicht des Schlagvolumens) und ihrer Beschleunigung a. Für die Herzkraft gilt also die Formel F=ma mit der SI-Einheit Newton N=kgm/s2. Die Herzkraft im kleinen Kreislauf ist viel kleiner als die Herzkraft im großen Kreislauf.
Die Herzarbeit (getrennt für beide Kreisläufe) ist jetzt das Produkt aus Herzkraft und Arterienlänge mit der Einheit Joule (J=Nm), denn Arbeit ist definiert als Kraft mal Weg. Außerdem ist die Herzarbeit definiert als Produkt aus Blutdruck und Schlagvolumen; man spricht von der Druck-Volumen-Arbeit des Herzens.
Die Herzleistung (mit der SI-Einheit Watt W=J/s) ist wiederum erstens der Quotient aus Herzarbeit und gemessener Zeitdauer, damit zweitens das Produkt aus Herzarbeit und Herzfrequenz sowie drittens das Produkt aus Herzzeitvolumen und arteriellem Mitteldruck. Auch hier müssen beide Kreisläufe getrennt betrachtet werden.
Das Herzzeitvolumen ist näherungsweise die Quadratwurzel des Quotienten aus Herzleistung und peripherem Widerstand. Außerdem ist das Herzzeitvolumen das Produkt aus Schlagvolumen und Herzfrequenz sowie der Quotient aus Blutdruck und peripherem Widerstand. Alle drei Formeln gelten unabhängig voneinander für beide Kreisläufe.

## Medikamente
Arzneistoffe, die die Inotropie durch Steigerung der Kontraktionskraft des Herzes beeinflussen, bezeichnet man als Inotropika (Singular: Inotropikum) oder inotrope Substanzen. Es wird die positive Inotropie (Steigerung der Kontraktilität) von der negativen Inotropie (Herabsenken der Kontraktilität) unterschieden.
Inotrope Substanzen, welche das Herzzeitvolumen erhöhen, und Vasopressoren, die vorwiegend den Blutdruck anheben, werden in der Intensiv- und Notfallmedizin beim kardiogenen Schock und beim myokardialen Pumpversagen (low cardiac output syndrome) eingesetzt. Zu den vasoaktiven Substanzen zählen Adrenalin und Noradrenalin, zu den inotropen Substanzen Dopamin, Dobutamin und Levosimendan.

## Positive Inotropie
Positive Inotropie steht grundsätzlich mit einer vermehrten Bereitstellung von Calciumionen in der Muskelzelle in Zusammenhang. Sie kann auf verschiedenen Mechanismen beruhen:
Die Bindung von Katecholaminen (Noradrenalin aus lokalen sympathischen Varikositäten sowie Noradrenalin und Adrenalin aus dem Nebennierenmark) an β1-Adrenozeptoren setzt die Signalkette
G-Protein-gekoppelter Rezeptor → aktiviertes Gα → Adenylylcyclase → cAMP → Proteinkinase A (PKA)
in Gang. Die PKA phosphoryliert Calciumkanäle (L-Typ-Calciumkanal in der Plasmamembran und Ryanodin-Rezeptor des sarkoplasmatischen Retikulums), wodurch der Calciumeinstrom während der Plateauphase des Aktionspotentials verstärkt wird. Somit erhöhen Katecholamine die Maximalkraft und die Steilheit des Kraftanstiegs.
Eine Bindung von Herzglykosiden (wie Digoxin, Digitoxin oder Ouabain) an die α-Untereinheit der Natrium-Kalium-ATPase bewirkt eine Hemmung des aktiven Transports von Natriumionen aus der Zelle. Die zytosolische Natriumkonzentration steigt an, was thermodynamisch ungünstig für den durch den Natrium-Calcium-Austauscher vermittelten Calciumausstrom über die Plasmamembran ist. Die somit vermehrt ins sarkoplasmatische Retikulum aufgenommenen Calciumionen stehen damit für den Kontraktionsprozess zur Verfügung: die Kontraktionskraft steigt.
Methylxanthine führen über eine Hemmung der Phosphodiesterase zu einer vermehrten Calciumfreisetzung und wirken dadurch positiv inotrop.

## Negative Inotropie
Vor allem sympatholytische Substanzen wie z. B. Betablocker haben eine negativ inotrope Wirkung. Als unerwünschte Nebenwirkung von Antiarrhythmika wird ebenfalls eine negative Inotropie beschrieben. Auch Calciumantagonisten haben eine negative Inotropie; andererseits können einige Calciumantagonisten das Herzzeitvolumen deutlich steigern.
Acetylcholin greift durch Bindung an den M2-Rezeptor in den oben beschriebenen Signalweg ein, indem es über Aktivierung eines inhibitorischen G-Proteins die Adenylylcyclase hemmt. Die parasympathische Innervation durch den Nervus vagus hat allerdings keinen bedeutenden negativ inotropen Effekt, da nur das Vorhofmyokard und nicht die Ventrikel innerviert sind. (Siehe dazu den Artikel Parasympathikus, Abschnitt: Herz.)